# Prellerhaus (Wohnhaus, Weimar)

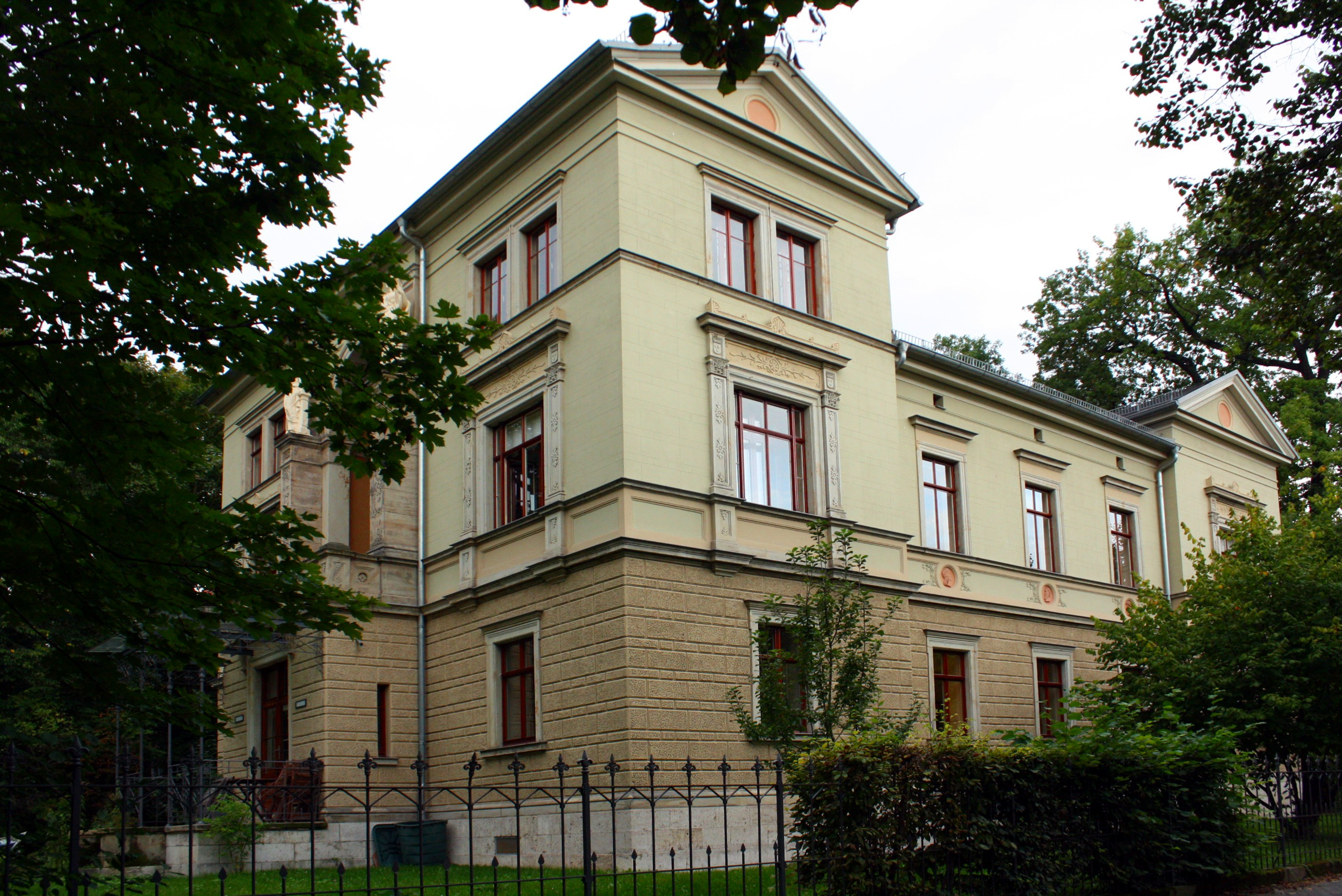
Wohnhaus von Friedrich Preller d. Ä. in Weimar, Belvederer Allee 8
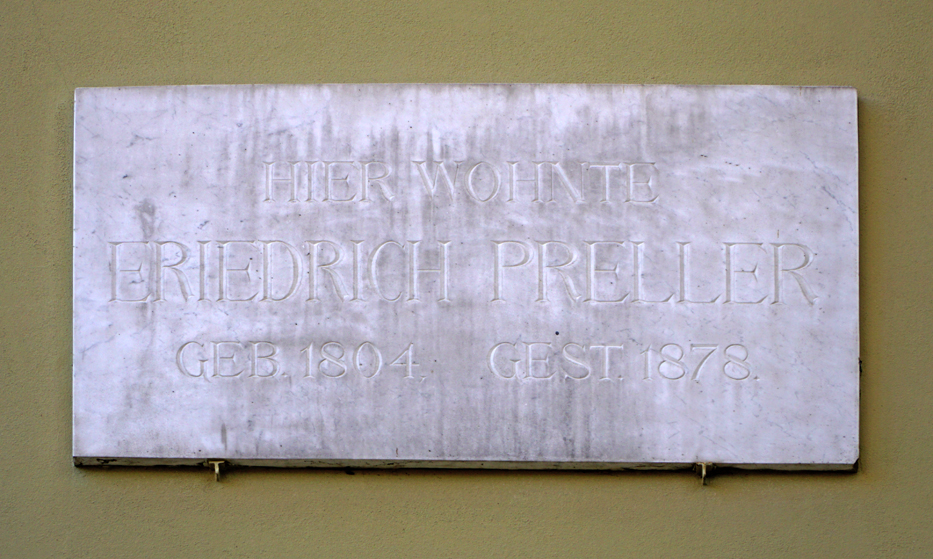
Gedenktafel an der Nordseite
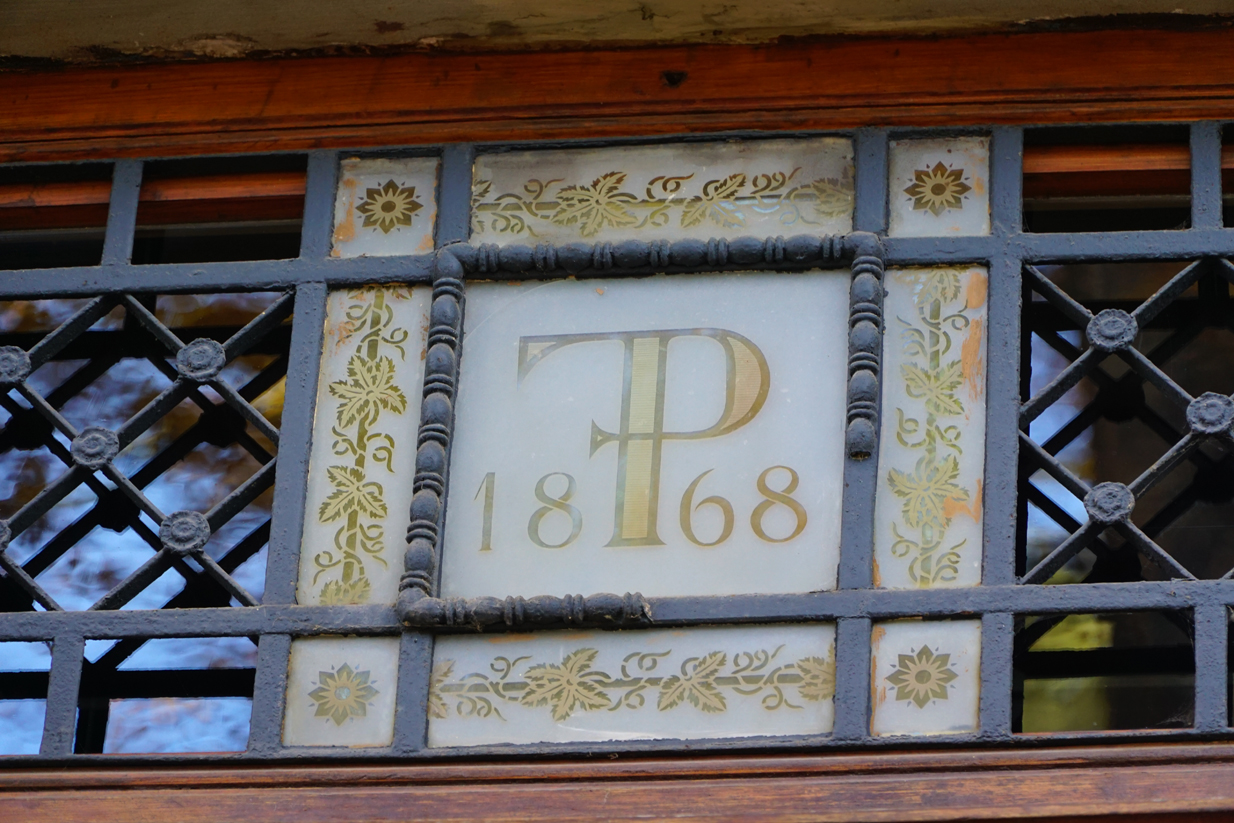
Zeichen über der Tür mit Initialen und Baujahr
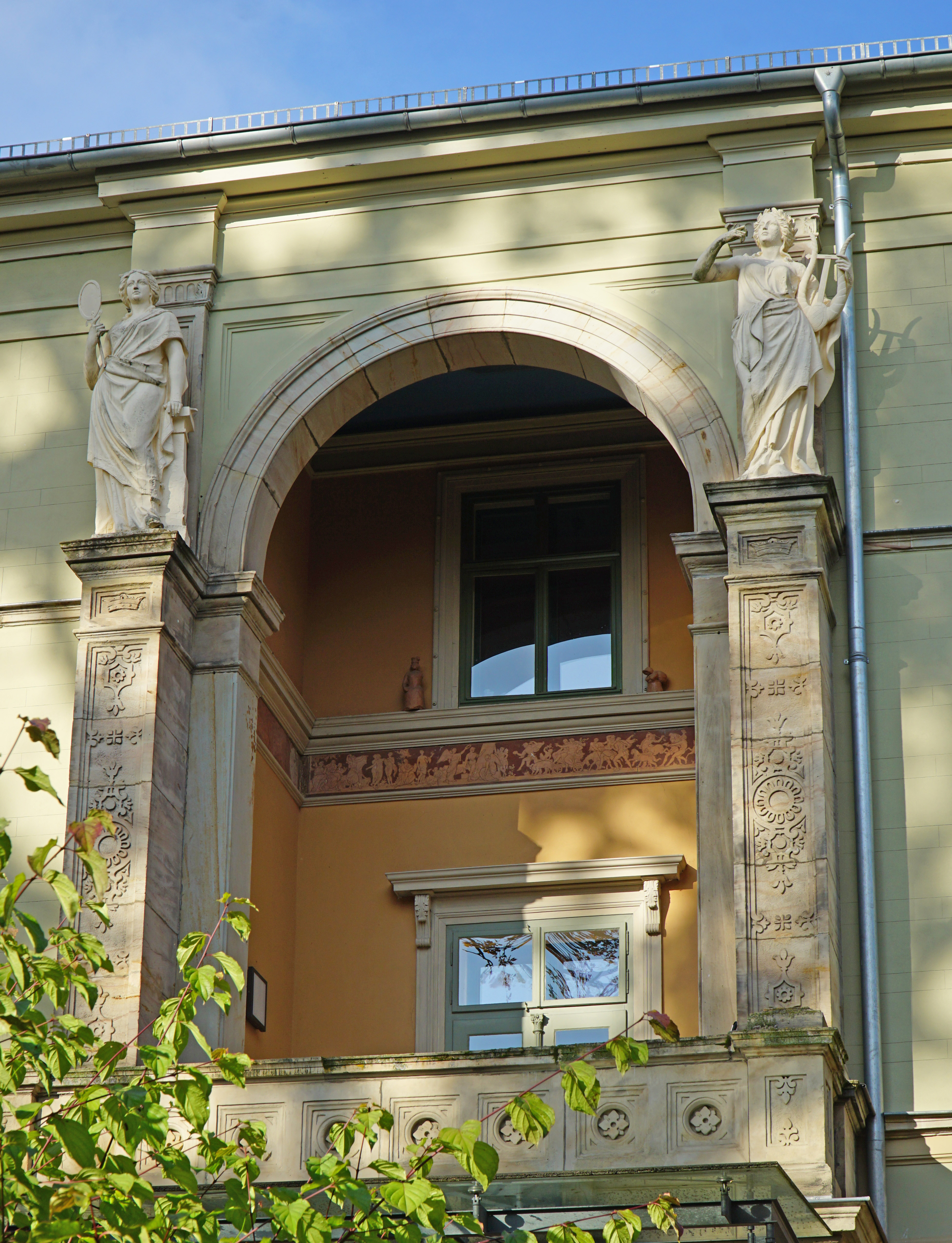
Genelli-Fries an der Südseite

Das Prellerhaus in der Belvederer Allee 8 in Weimar ist das frühere Wohnhaus des Malers Friedrich Preller des Älteren.
Mit dem Bau wurde im Frühjahr 1867 begonnen, 1868 war die Fertigstellung.
1869 lautete die Adresse An der Belveder'sche Chaussee 143, 1876 Belvedere'r Allee 14, 1882 dann Belvederer Allee 7, ab 1910 schließlich Belvederer Allee 8.
Bis 1941/42 befand sich das Haus im Besitz der Familie Preller.
An der Wand der Terrasse (Südseite des Hauses zum Garten hin) befindet sich das umlaufende Genelli-Fries, mit dem Preller seinen Künstlerfreund Bonaventura Genelli ehrte. An der Nordfassade befindet sich eine Gedenktafel mit der Inschrift:
Das Gebäude mit Nebengebäude, Freisitz und Garten steht heute unter Denkmalschutz.